# Col de Santo Stefano
Le col de Santo Stefano ou col de Santo Stephano (Bocca di San Stefanu en langue corse) est l'un des principaux cols de Corse.

## Géographie

### Situation
Le col de Santo Stefano se situe au sud de la Serra, la chaîne de moyennes montagnes du Cap Corse constitutive du massif du Monte Stello, qui est la ligne de partage des eaux de la mer Méditerranée et de la mer Tyrrhénienne. Il se situe au sud de la commune d'Olmeta-di-Tuda, à environ 320 m (distance orthodromique) de Murato. 
De par sa position géographique – il sépare le Nebbio de la plaine de la Marana –, il est un point stratégique militaire important. À ce titre, il a été à plusieurs époques le théâtre de combats.
Parmi les 18 cols routiers corses qui franchissent la ligne de partage des eaux principale, le col de San Stephano est le moins élevé en altitude.

### Géologie et relief

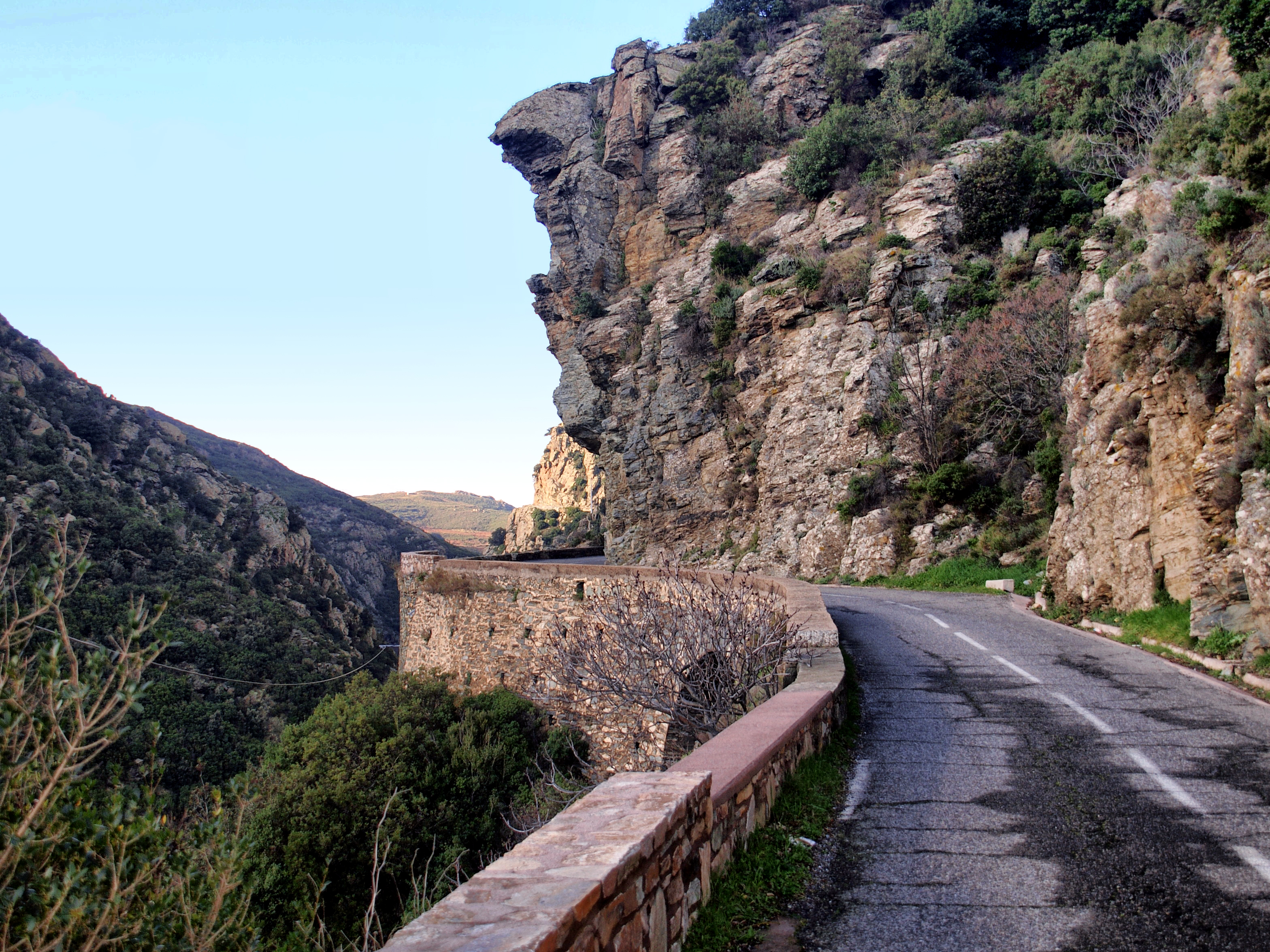
La route D62 dans le défilé de Lancone

Le col de Santo Stefano est situé dans la « Corse schisteuse » au nord-est de l'île, au sud de la Serra où se termine cette « chaîne de montagnes qui partage le Cap Corse dans sa longueur, entre dans le Nebbio et se prolonge jusqu'à une église champêtre appelée S. Stefano, dans la pieve de Rosolo, qui est l'une des trois pièves du Nebbio. ».
Il marque la séparation à la fois :
- du massif du Monte Stello avec le massif du Monte Astu, plus précisément de la Serra avec le massif de Stella qui en est son prolongement au sud ;
- de deux microrégions : la Conca d'Oro ou plaine d'Oletta dans le Nebbio, et le Lancone dans lequel s'écoule le Bevinco avant de se jeter dans l'étang de Biguglia.

Sur son versant occidental, côté Nebbio, nait le ruisseau de Lugo (il prend en aval le nom de ruisseau de Campodata). Sur le versant oriental du col, se trouve le défilé du Lancone dans les gorges duquel s'écoule la rivière Bevinco longé sur sa rive gauche par la route D62.

### Climat et végétation

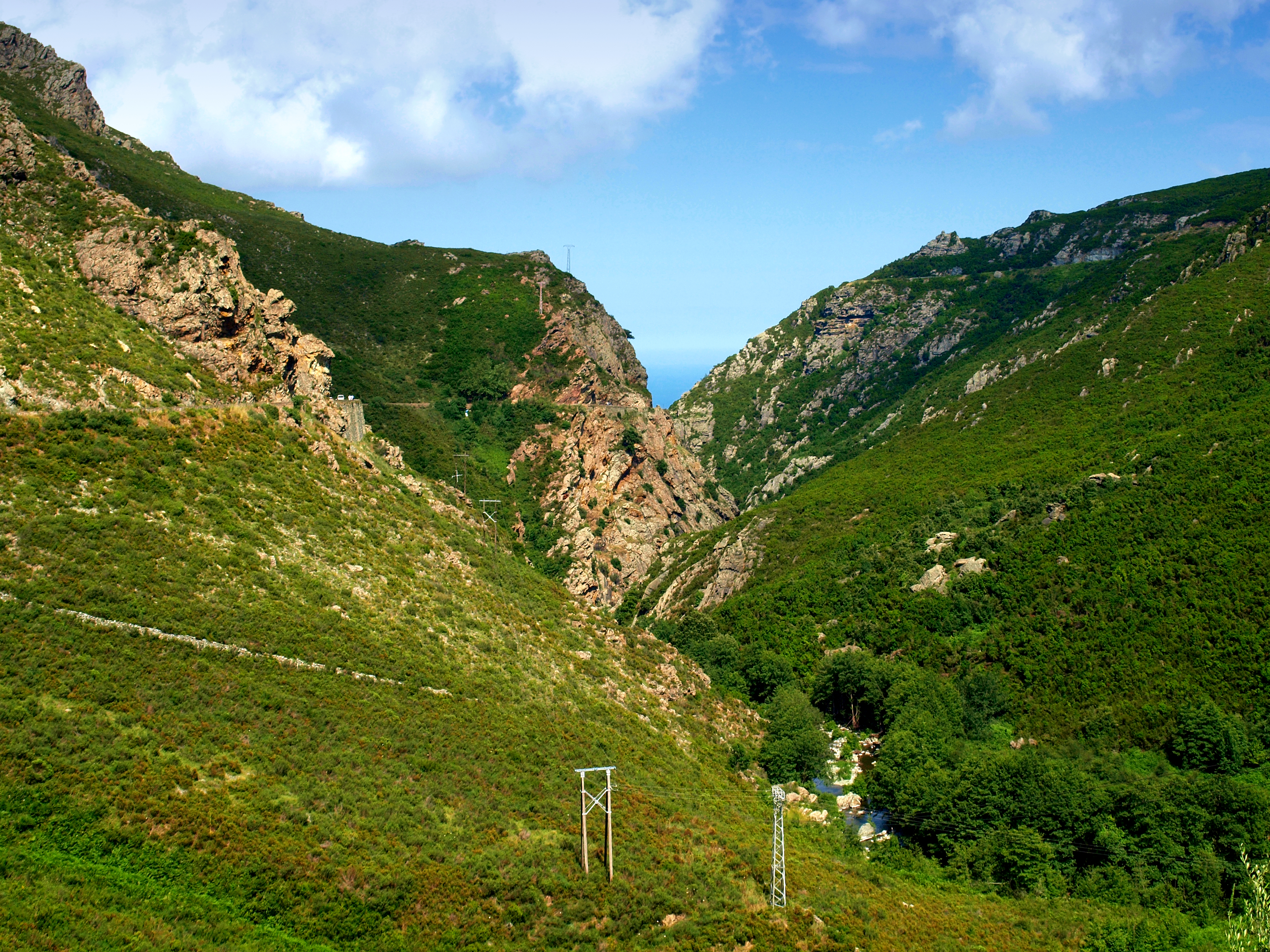
Les gorges du Bevinco

Situé à 368 mètres d'altitude, au fond de la cuvette du Nebbio, à l'est de celle-ci, il est peu concerné par les forts vents d'ouest qui balayent les Agriates et le golfe de Saint-Florent, à l'inverse du col de Teghime plus au nord. Il est rarement enneigé en période hivernale.
Son environnement végétal est quasiment désertique. Ses versants rocailleux sont couverts d'une rare végétation, un maquis bas et clairsemé. Les bosquets les plus proches (châtaigniers et chênes verts), se découvrent à l'approche du village d'Olmeta-du-Tuda ou en se dirigeant vers Murato.

### Carrefour routier
Le col de Santo Stefano est un carrefour routier important pour la microrégion. Un carrefour giratoire a été créé à la jonction des routes :
- D62 qui relie Casatorra (Biguglia) à la D81 à l'entrée du désert des Agriates ; c'est une route ancienne, solide et taillée en plein roc mais extrêmement étroite ; le croisement de deux véhicules légers est parfois impossible, il est conseillé de klaxonner à chaque tournant masqué, les rochers en saillie sont marqués à la peinture blanche (pour les petits camions et gros camping-cars) ;
- D82 qui relie Saint-Florent au Numéro Quattru (Ortale de Biguglia) sur la Route nationale 193 ; c'est une route récente (fin des années 1970), au gabarit des gros semi-remorques mais sujette à des glissements de terrain dans les périodes de gros orages et d'épisodes cévenols ;
- D5, qui démarre de cette jonction et mène à Ponte Novu (Castello-di-Rostino) sur la RN 193, via Murato, Bigorno et Lento ; la portion du col de Boigorno était encore empierrée et sans goudron dans les années 1990.

## Histoire

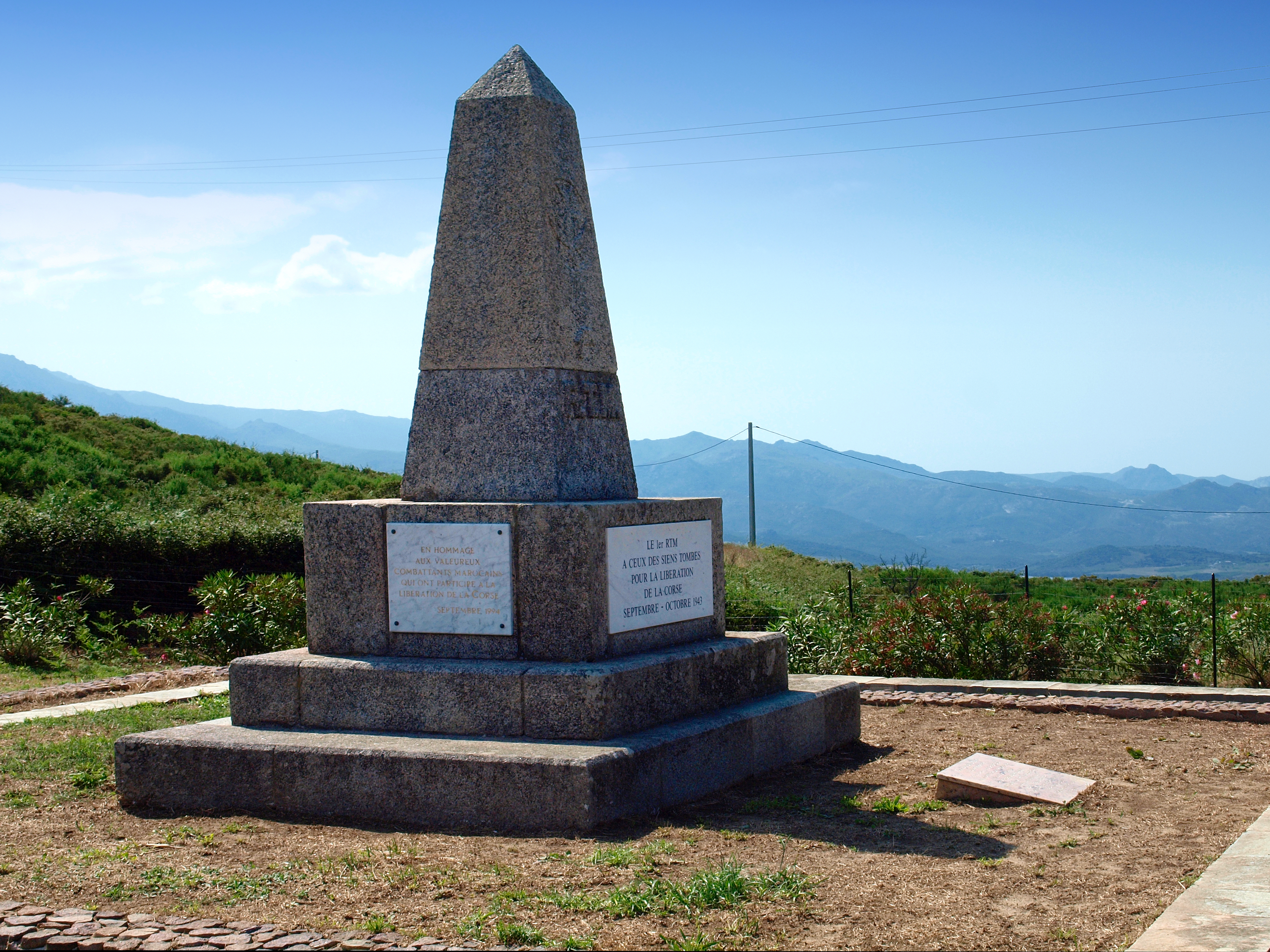
Mémorial 1er RTM au col de Santo Stefano

Depuis toujours, Santo Stefano a été un passage stratégique militaire, au même titre que les autres cols de la ceinture montagneuse du Nebbio. En effet, les troupes qui ont souvent débarqué dans le golfe de Saint-Florent, devaient obligatoirement emprunter les cols pour se rendre à l'intérieur de l'île. Parmi ces cols, outre les principaux bocca di Tenda et le col de Bigorno, il y avait Santo Stefano.
En  1735, les Génois barrent la route aux Nationaux qui veulent investir le CapoCorso. Ils occupent Olmeta-di-Tuda, Barbaggio, Ortale, et Lucciana, mais subissent une lourde défaite à Furiani.
Le 9 octobre 1768, toutes les troupes françaises disponibles sortent de Bastia pour aller au secours de la garnison du Borgu, pendant que Grandmaison attaque à Olmeta pour faire diversion. La bataille se poursuit, terrible, pendant toute la journée. À la nuit, Chauvelin ordonne la retraite et M. de Ludre doit capituler. Les Français ont des centaines de tués, dont deux colonels et de nombreux officiers, et un grand nombre de blessés parmi lesquels M. de Marbeuf.
La bataille la plus récente qui y a été livrée est celle des tirailleurs du 1er bataillon du 1er R.T.M. le 30 septembre 1943. Le col de San Stefano était défendu par une cinquantaine d'allemands et deux canons de 75. Après avoir libéré Rutali le 29 septembre, le lendemain à l'aube après un combat acharné les tirailleurs marocains du capitaine Morand atteignent le col et capturent les onze S.S. survivants. La contre-attaque d'un bataillon ennemi est rejetée sur le défilé du Lancone.